# Малини
Мали́ни (болг. Малини) — село в Габровській області Болгарії. Входить до складу общини Габрово.

## Населення
За даними перепису населення 2011 року у селі проживали 25 осіб, з них 24 особи (96,0%) — болгари.
Розподіл населення за віком у 2011 році:
Динаміка населення: